# Pareulype neurbouaria
Pareulype neurbouaria är en fjärilsart som beskrevs av Charles Oberthür 1893. Pareulype neurbouaria ingår i släktet Pareulype och familjen mätare. Inga underarter finns listade i Catalogue of Life.